# Brad Delson

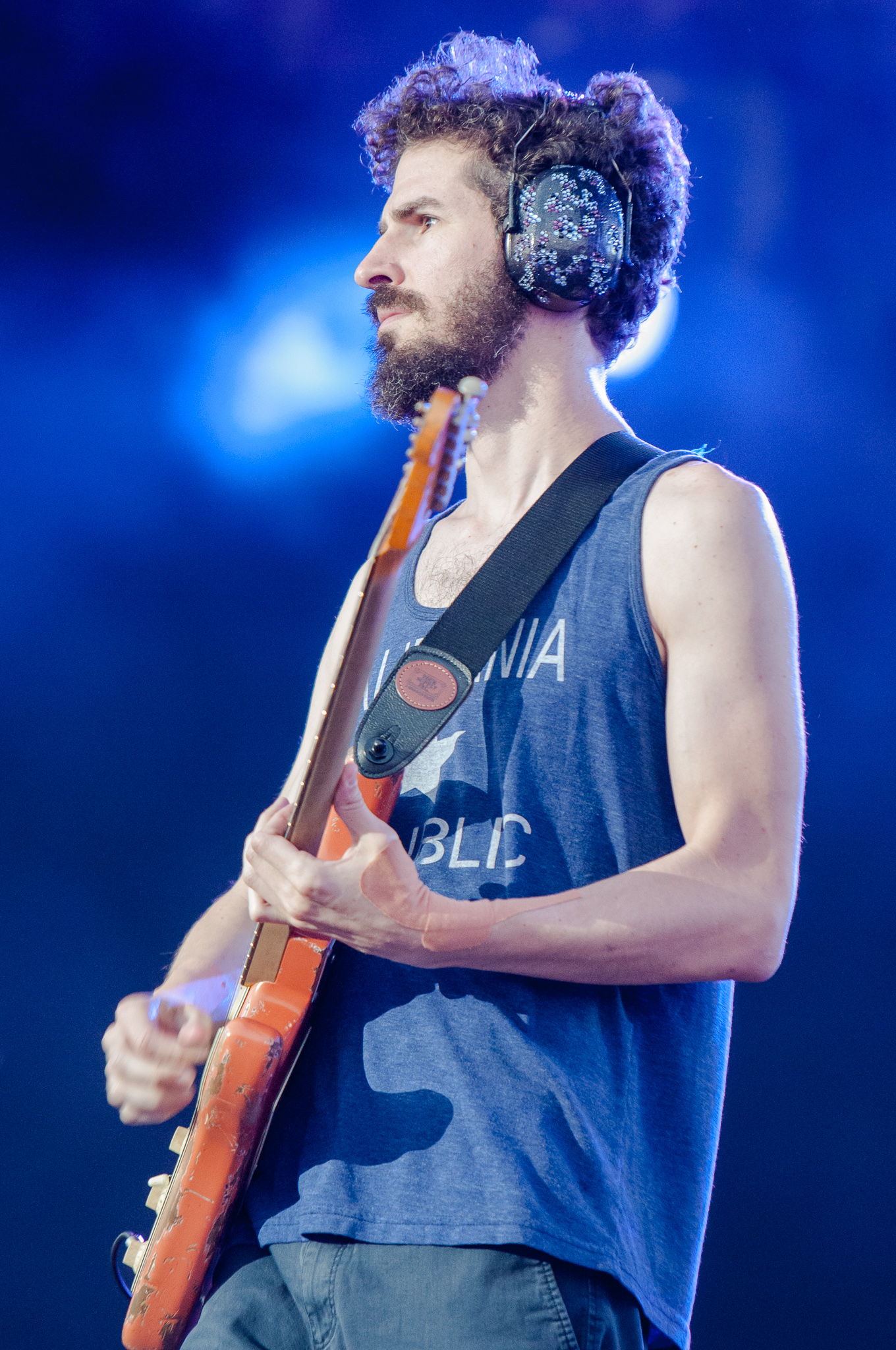
Brad Delson bei Rock im Park (2014)

Bradford Phillip „Brad“ Delson (* 1. Dezember 1977 in Agoura Hills, Kalifornien) ist ein US-amerikanischer Gitarrist und eines der Gründungsmitglieder der Band Linkin Park. Von seinen Bandkollegen wird er auch als „Big Bad Brad“ bezeichnet.

## Leben
Brad Delson besuchte zusammen mit Mike Shinoda, einem der Gründungsmitglieder von Linkin Park, die Agoura High School in Kalifornien. Zusammen mit Shinoda und Rob Bourdon gründete Delson im Jahr 1996 die Band Xero, aus der durch den Beitritt Chester Benningtons Linkin Park hervorging. In den Jahren 1995 bis 1999 studierte er an der University of California (UCLA) Kommunikationswissenschaften. Im Jahr 1999 schloss er sein Studium summa cum laude ab und erhielt seinen Bachelor of Arts. Im Anschluss daran studierte Delson Rechtswissenschaften, entschied sich jedoch dazu, sein Studium zugunsten Linkin Parks bereits nach einem Semester abzubrechen. Auf der Bühne zeichnet sich Delson durch seine voluminösen Kopfhörer aus, die er auf jedem Konzert trägt.
Auf dem Titel Until it Breaks auf Living Things singt er das Outro.
Delson ist verheiratet und hat einen Sohn.